# 亞羅波維奇
50°6′3″N 29°12′6″E / 50.10083°N 29.20167°E
亞羅波維奇（羅馬化：Yaropovychi）是烏克蘭的村莊，位於該國北部日托米爾州，由別爾季切夫區安德魯希夫卡市鎮負責管轄，始建於1740年，面積61.39平方公里，海拔高度224米，2001年人口1,117，人口密度每平方公里18.2人。